# بيلي كاميرون
بيلي كاميرون هو لاعب هوكي الجليد كندي، ولد في 5 ديسمبر 1896 في تيمينز في كندا، وتوفي في 28 يناير 1972.

## وصلات خارجية
- بيلي كاميرون على موقع دوري الهوكي الوطني (الإنجليزية)
- بيلي كاميرون على موقع قاعة مشاهير الهوكي (لاعب أن.إتش.أل) (الإنجليزية)
- بيلي كاميرون على موقع EliteProspects.com (الإنجليزية)
- بيلي كاميرون على موقع HockeyDB.com (الإنجليزية)
- بيلي كاميرون على موقع Hockey-Reference.com (الإنجليزية)